# Chalchala
Chalchala (arab. خلخلة) – miejscowość w Syrii, w muhafazie As-Suwajda. W 2004 roku liczyła 2268 mieszkańców. Znajduje się w niej port lotniczy Chalchala.